# Еббі Гудфеллоу
Еббі Гудфеллоу (англ. Ebbie Goodfellow, нар. 9 квітня 1906, Оттава — пом. 10 вересня 1985, Сарасота) — канадський хокеїст, що грав на позиції захисника, центрального нападника. Згодом — хокейний тренер.
Член Зали слави хокею з 1963 року. Володар Кубка Стенлі. Провів понад 500 матчів у Національній хокейній лізі.

## Ігрова кар'єра
Хокейну кар'єру розпочав 1926 року.
Усю професійну клубну ігрову кар'єру, що тривала 15 років, провів, захищаючи кольори команди НХЛ «Детройт Ред-Вінгс».
Загалом провів 599 матчів у НХЛ, включаючи 45 ігор плей-оф Кубка Стенлі.

## Тренерська робота
1950 року розпочав тренерську роботу в НХЛ, яка обмежилась роботою з командою «Чикаго Блекгокс».

## Нагороди та досягнення
- Володар Кубка Стенлі в складі «Детройт Ред-Вінгс» — 1936, 1937, 1943.
- Друга команда всіх зірок НХЛ — 1936.
- Перша команда всіх зірок НХЛ — 1937, 1940.
- Пам'ятний трофей Гарта — 1940.

## Статистика
| Сезон        | Клуб                 | Ліга         | Регулярний сезон | Регулярний сезон | Регулярний сезон | Регулярний сезон | Регулярний сезон | Плей-оф | Плей-оф | Плей-оф | Плей-оф | Плей-оф |
| Сезон        | Клуб                 | Ліга         | І                | Г                | П                | О                | ШХ               | І       | Г       | П       | О       | ШХ      |
| ------------ | -------------------- | ------------ | ---------------- | ---------------- | ---------------- | ---------------- | ---------------- | ------- | ------- | ------- | ------- | ------- |
| 1926–27      | «Оттава Монтаньярдс» | ОМХЛ         | —                | 4                | 3                | 1                | 4                | —       | —       | —       | —       | —       |
| 1927–28      | «Оттава Монтаньярдс» | ОМХЛ         | 15               | 7                | 2                | 9                | —                | 4       | 3       | 1       | 4       | —       |
| 1927–28      | «Оттава Монтаньярдс» | Кубок Аллана | —                | —                | —                | —                | —                | 2       | 1       | 0       | 1       | —       |
| 1928–29      | «Детройт Олімпікс»   | КПХЛ         | —                | 26               | 8                | 34               | 45               | —       | —       | —       | —       | —       |
| 1929–30      | «Детройт Кугарс»     | НХЛ          | 44               | 17               | 17               | 34               | 54               | —       | —       | —       | —       | —       |
| 1930–31      | «Детройт Фелконс»    | НХЛ          | 44               | 25               | 23               | 48               | 32               | —       | —       | —       | —       | —       |
| 1931–32      | «Детройт Фелконс»    | НХЛ          | 48               | 14               | 16               | 30               | 56               | 2       | 0       | 0       | 0       | 0       |
| 1932–33      | «Детройт Ред-Вінгс»  | НХЛ          | 40               | 12               | 8                | 20               | 47               | 4       | 1       | 0       | 1       | 11      |
| 1933–34      | «Детройт Ред-Вінгс»  | НХЛ          | 48               | 13               | 13               | 26               | 45               | 9       | 4       | 3       | 7       | 12      |
| 1934–35      | «Детройт Ред-Вінгс»  | НХЛ          | 48               | 12               | 24               | 36               | 44               | —       | —       | —       | —       | —       |
| 1935–36      | «Детройт Ред-Вінгс»  | НХЛ          | 48               | 5                | 8                | 13               | 69               | 7       | 1       | 0       | 1       | 4       |
| 1936–37      | «Детройт Ред-Вінгс»  | НХЛ          | 48               | 9                | 16               | 25               | 43               | 9       | 2       | 2       | 4       | 12      |
| 1937–38      | «Детройт Ред-Вінгс»  | НХЛ          | 29               | 0                | 7                | 7                | 13               | —       | —       | —       | —       | —       |
| 1938–39      | «Детройт Ред-Вінгс»  | НХЛ          | 48               | 8                | 8                | 16               | 36               | 6       | 0       | 0       | 0       | 8       |
| 1939–40      | «Детройт Ред-Вінгс»  | НХЛ          | 43               | 11               | 17               | 28               | 31               | 5       | 0       | 2       | 2       | 9       |
| 1940–41      | «Детройт Ред-Вінгс»  | НХЛ          | 47               | 5                | 17               | 22               | 35               | 3       | 0       | 1       | 1       | 9       |
| 1941–42      | «Детройт Ред-Вінгс»  | НХЛ          | 8                | 2                | 2                | 4                | 2                | —       | —       | —       | —       | —       |
| 1942–43      | «Детройт Ред-Вінгс»  | НХЛ          | 11               | 1                | 4                | 5                | 4                | —       | —       | —       | —       | —       |
| Усього в НХЛ | Усього в НХЛ         | Усього в НХЛ | 554              | 134              | 190              | 324              | 511              | 45      | 8       | 8       | 16      | 65      |

## Тренерська статистика
| Команда | Сезон   | Регулярний сезон | Регулярний сезон | Регулярний сезон | Регулярний сезон | Регулярний сезон | Регулярний сезон | Плей-оф   |
| Команда | Сезон   | І                | В                | П                | Н                | О                | Місце            | Результат |
| ------- | ------- | ---------------- | ---------------- | ---------------- | ---------------- | ---------------- | ---------------- | --------- |
| ЧИК     | 1950–51 | 70               | 13               | 47               | 10               | 36               | 6-е в НХЛ        | не вийшли |
| ЧИК     | 1951–52 | 70               | 17               | 44               | 9                | 43               | 6-те в НХЛ       | не вийшли |
| Усього  | Усього  | 140              | 30               | 91               | 19               | 79               |                  |           |